# ダイアナ・ドース
ダイアナ・ドース（Diana Dors、1931年10月23日 - 1984年5月4日）は、イギリスの女優。しばしば「イギリスのマリリン・モンロー」と形容される、1950年代を代表するセックスシンボルの1人である。Diana d'Orsの綴りでクレジットされる事もあった。

## 人物
イングランドのスウィンドンで、ダイアナ・メアリー・フラック（Diana Mary Fluck）として生まれる。生まれつきの髪の色はブラウンであったが、8歳の時には既にグラマラスな映画スターになると作文に書き記している。第二次世界大戦中は父が組織したコンサートで軍隊を慰問した。14歳の時に両親を説得して、ロンドン・アカデミー・オブ・ミュージック・アンド・ドラマティック・アート (LAMDA) に史上最年少で入学した。
15歳で故郷を離れ、髪をブロンドに染め、『The Shop at Sly Corner』(1947年) の端役でスクリーンデビューを果たした。初めて重要な役を与えられたのが1948年の映画『Here Come the Huggetts』である。翌年の『Diamond City』で初主演を射止めた。ダイアナ・ドースは、多くのランク・オーガニゼーション(Rank Organisation) の映画に出演した。マリリン・モンローの台頭と時を同じくして、ドースの外見はそっくりではないものの、著しくモンローに類似したものに変化している。彼女は、自らの私生活を反映したかのような、報われない愛に苦しむ女性を繰り返し演じた。
彼女はイギリスにおける「ハリウッドの悩殺的ブロンド美女」に相当すると見なされていた。かなりの演技力の持ち主でもあったが、彼女の仕事の大半はソフトコアポルノまがいのシーンを呼び物にしたセックスが主題のコメディから成っており、その演技力を充分には発揮できない運命にあった。
キャリアの後期には性格俳優として『The Amazing Mr. Blunden』(1972年) や『Timon of Athens』(1981年) のように嫌悪感を抱かせる人物をも厭わずに演じた。彼女の成功は、20歳というイギリスで最も若い年齢でロールス・ロイスの所有者になった事でも窺い知れる。
映画愛好家によれば、女優としての彼女の最高の仕事は殺人者を演じた1956年の映画『Yield to the Night』である。『Yield to the Night』はイギリスで同年のロイヤル・コマンド・フィルム・パフォーマンス（王室が招待する映画上映会）に選出され、この時点でドースは国内で最も高額のギャラを誇る女優になっていた。翌1957年、ドースはついにハリウッド進出を果たし、ジョン・ファロー監督（ミア・ファローの父親である）のユニバーサル映画『金髪の悪魔 (The Unholy Wife)』に主演した。しかし共演者のロッド・スタイガーと不倫関係に陥ってしまう。女好きであったスタイガーはドースの肉体の魅力を看過できなかった。
ドースもスタイガーも当時既婚者であり、この事はスキャンダルとなってドースの順風満帆だった経歴に影を落とした（スタイガーは結局1958年に離婚し、翌年クレア・ブルームと再婚した）。結果的にドースのハリウッド進出は不首尾に終わり、以後彼女が国際的スターになる機会は失われてしまう。
1960年代は彼女にとって不遇の時代であった。2度目の夫とも離婚し、財政的にも破綻した。体重が増加して往年のセックスシンボルの面影は無くなり、低予算のセックスコメディやホラー映画の出演に終始した。しかし1970年に3番目の夫、アラン・レイクと共演したウエスト・エンドの舞台『Three Months Gone』は好評をもって迎え入れられた。1974年には髄膜炎で昏睡状態に陥った。完全に回復する事は不可能ではないかと診断されていたが、彼女は万全な状態まで復帰した。復帰後も良い役には恵まれなかったが、テレビのバラエティ番組出演や性格俳優としての時折の映画出演で健在であった。まだ彼女はイギリス国民に愛されていた。1982年に卵巣癌が発見されたが、ドースはこれを克服したかに見えた。

## 死去
1977年、俳優のケネス・ウィリアムズ (Kenneth Williams) と人類学者のデズモンド・モリス（ドースは10代の時にスウィンドンで彼と交際していたと言った）と共にイギリスのテレビ番組『パーキンソン (Parkinson)』に出演した際、ドースはジーン・ハーロウやジェーン・マンスフィールドのような若いブロンドのセックスシンボルの一般的に悲劇的と見なされている死についてコメントした。ドースは長い人生を送る際にはメイ・ウエストを手本にすると語った。しかし番組の7年後の1984年5月4日、卵巣癌の再発により入院中だったロンドン郊外の病院にて死去。52歳であった。
ドースはアメリカの「3人の"M"」ジェーン・マンスフィールド、マミー・ヴァン・ドーレン (Mamie Van Doren)、マリリン・モンローと共に「50年代のブロンドのセックスシンボル」として大衆文化に足跡を残した。

## 私生活

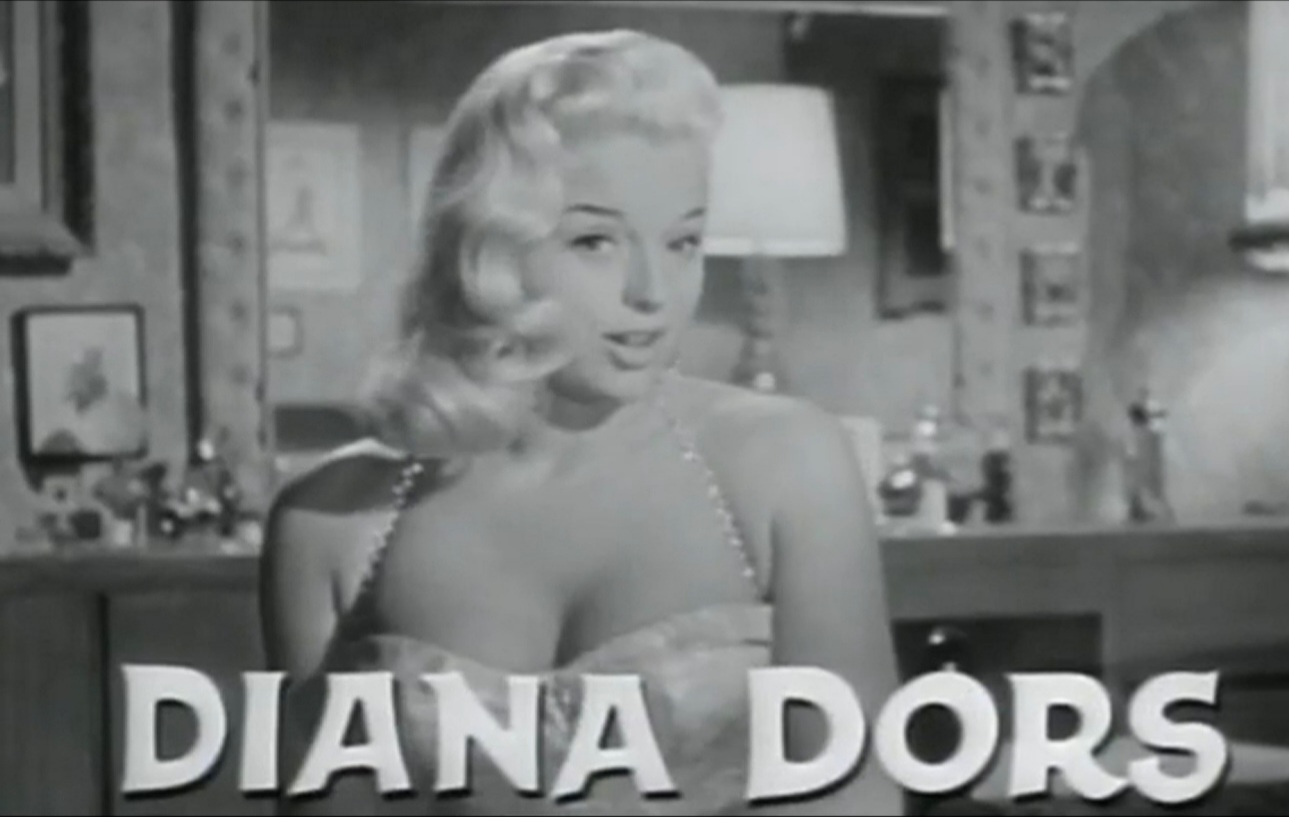
1958年『I Married a Woman』予告編より

ドースは3回結婚している。最初の夫はデニス・ハミルトンで、1951年7月3日に結婚した。1958年より離婚調停が始まっていたが、1959年1月31日に彼が死去したため、死別という形になった。
2番目の夫はイギリス系アメリカ人で、俳優・コメディアン・クイズ番組司会者のリチャード・ドーソン（Richard Dawson、1932年11月20日 - ）である。2人は1959年4月12日に結婚し、2人の息子マーク・ドーソンとゲイリー・ドーソンが生まれたが1966年に離婚。マーク・ドーソン（Mark Dawson、1960年2月4日 - ）は芸能マネージャーで、自身が共同経営する芸能プロダクションのCEOである。
3番目の夫はイギリス人の俳優、アラン・レイク（Alan Lake、1940年11月24日 - 1984年10月10日）。彼らは1968年11月23日に結婚し、1人息子のジェイソン・レイクが生まれた。アラン・レイクは癌によるドースの死の5ヵ月後、2人が過ごしたイングランド・サニングデールの自宅で自らを撃って自殺した。
またドースは4人の孫、リンゼイ・ドース・ドーソン、タイラー・エム・ドーソン、エマ・ローズ・ドーソン、ルビー・レイクを残している。

## ダイアナ・フラック
| 「 | 私は名前を変えるように懇願されました。察するに私の本名のFluckが注目され、その解釈のひとつが広まるのが恐れられたのではないでしょうか… | 」 |

ドースの自伝によると、彼女はかつてイングランド・スウィンドンの彼女の故郷で慈善バザーを催す事を要請され、即座に快諾した。祝宴の前にドースは地元の牧師と昼食を共にし、本名が"Diana Fluck"であることを彼に告げた。牧師は彼が行なう予定のスピーチが少々不安になった。昼食の後、彼らは指定された時刻に会場に到着した。牧師は「Fluck」の発音を（Fuckと）言い誤るのではないかとすっかり狼狽しており、以下の不朽の名言でダイアナを紹介した。
| 「 | それでは皆さん、私は我らがスターをゲストとして紹介することをたいへん喜ばしく思います。我々みんなが地元出身の女の子として彼女を愛しています。したがって、私は彼女を本名で紹介するのが正しいと存じます。さあ皆さん、とても美しいダイアナ・クラント嬢 (Miss Diana Clunt) をお迎え致しましょう。 | 」 |

## レコーディング
ダイアナ・ドースの最も初期のレコードは、1951年にHMVレコーズからリリースされた78回転シングルである。収録曲は「I Feel So Mmmm」と「A Kiss And A Cuddle (And A Few Kinds Words From You)」の2曲。HMVはまた、表紙にダイアナの官能的な写真を配した楽譜を発行している。彼女は映画『As Long As They're Happy』の1954年のサウンドトラックでも「The Hokey Pokey Polka」を歌った。
1960年にダイアナ・ドースはコロムビア・レコードのPyeレーベルで唯一のコンプリート・アルバム『Swinging Dors 』をレコーディングした。LPは当初赤い盤でリリースされた。オーケストラはウォーリー・ストットが指揮者を務めた。彼は後に性転換して女性になっている。『Swinging Dors 』はタイトル通りスウィング・ジャズのアルバムで、ドースは好もしく飾らない歌声を披露している。
彼女は1964年にフォンタナ・レーベル (Fontana Label) でシングル「It's Too Late/So Little Time」を、1966年にはポリグラム・レーベルでシングル「Security/Gary」を、1977年にEMIレーベルでシングル「Passing By/It's A Small World」を、1982年には癌と闘いながらノーミス・レーベルでシングル「Where Did They Go/It's You Again」（息子のゲイリーとデュエットしている）をレコーディングした。

## 特記事項
ドースは、ビートルズのアルバム『サージェント・ペパーズ・ロンリー・ハーツ・クラブ・バンド』のジャケットに登場している（最前列向かって右）。またザ・スミスの1995年のコンピレーション・アルバム『Singles 』のジャケットにはドースの1956年の映画『Yield to the Night 』のショットが使用されている。ドースはアダム&ジ・アンツのミュージック・ビデオ「Prince Charming」に男性版シンデレラを演じるアダム・アントの苦境を救う役で出演した。
1961年の夏、ドースは『ヒッチコック劇場 (Alfred Hitchcock Presents) 』のためにロバート・ブロックの小説「魔法使いの弟子 (The Sorcerer's Apprentice)」(短編集『楽しい悪夢 (Pleasant Dreams: Nightmares) 』収録）に基づくエピソードをシェーンの子役で知られるブランドン・デ・ワイルド (Brandon De Wilde) と共演で撮影した。これは非常に不気味な物語で、放送から除外され、数十年間公開されなかった。
ドースは、イギリスで絞首刑に処せられた最後の女性であるルース・エリス（Ruth Ellis、1927年10月9日 - 1955年7月13日）の親友であった。実際エリスはアルバート・ピアポイントによって処刑される4年前に、ドース主演の『Lady Godiva Rides Again 』にカメオ出演している。
処刑翌年の1956年に、やはりドースが主演した映画『Yield to the Night 』のストーリーがルース事件と類似していると取り沙汰されたが、実際は1954年にジョーン・ヘンリーが発表した同名小説の映画化である。
ドースは、悪名高いレジナルド（レジー、1933年10月24日 - 2000年10月1日）とロナルド（ロニー、1933年10月24日 - 1995年5月17日）のクレイ兄弟と彼らの母親ヴァイオレットとも親友であった。
1999年4月26日、ITVはドースの伝記テレビ映画『The Blonde Bombshell (ブロンドの悩殺美女)』を放映した。若き日のドースをキーリー・ホーズ (Keeley Hawes) が、成熟したドースをアマンダ・レッドマン (Amanda Redman) が演じた。
2人の女優が演じた事に疑問を呈する向きもあったが、番組は高視聴率で迎えられた。

## 謎めいた遺産
亡くなる前に、ドースはヨーロッパ中の銀行に200万ポンド以上あると主張していた預金を明らかに何処かに隠した。死の18ヵ月前に、彼女は息子のマーク・ドーソンに彼女の財産の所在を明かす暗号であると話して紙片を託した。
残された夫のアラン・レイクは、暗号を解読するキーを持っていたと推測される。しかしレイクはドースが死のわずか5ヵ月後に自殺したため、ドーソンには解読不能な暗号が残された。しかしドーソンは、亡き母の財産を発見する決意をした。彼はコンピュータ科学捜査専門集団Inforenzを捜し出した。彼らはメモをヴィジュネル暗号による暗号化であると認めた。Inforenzは彼ら自身の暗号解読ソフトウェアを使用し、10文字の解読キー「DMARYFLUCK」（ドースの本名、Diana Mary Fluckを縮めたもの）を導き出した。
同社は全てのメッセージを解読し、レイクの残した文書に見出せる銀行口座報告書と関連づけることができたが、資産の場所はまだ知られていない。チャンネル4はこの謎についてテレビ番組を製作し、ウェブサイトを開設した。ユーザーは更に詳しく読むことができ、謎の解読を手伝うことができる。

## 出演作
| - 1947年：『The Shop at Sly Corner』(クレジットはされず) - 1947年：『Holiday Camp』(クレジットはされず) - 1947年：『Dancing with Crime』(クレジットはされず) - 1948年：『Penny and the Pownall Case』 - 1948年：『My Sister and I』 - 1948年：『Here Come the Huggetts』 - 1948年：『The Calendar』 - 1948年：『Holiday Camp』 - 1948年：『オリヴァ・ツイスト』 Oliver Twist - 1948年：『Good Time Girl』 - 1949年：『Vote for Huggett』 - 1949年：『It's Not Cricket』 - 1949年：『A Boy, a Girl and a Bike』 - 1949年：『Diamond City』 - 1950年：『Dance Hall』 - 1951年：『Worm's Eye View』 - 1951年：『Lady Godiva Rides Again』 - 1952年：『My Wife's Lodger』 - 1952年：『Is Your Honeymoon Really Necessary?』 - 1953年：『密告 (The Last Page)』(別名: Man Bait) - 1953年：『The Weak and the Wicked』 - 1953年：『It's a Grand Life』 - 1953年：『The Great Game』 - 1953年：『The Saint's Return』 - 1955年：『Value for Money』 - 1955年：『Miss Tulip Stays the Night』 - 1955年：『An Alligator Named Daisy』 - 1955年：『文なし横丁の人々 (A Kid for Two Farthings)』 - ＊キネマ旬報ベストテン第9位 - 1955年：『As Long as They're Happy』 - 1956年：『Yield to the Night』 - 1956年：『The Love Specialist』 - 1957年：『金髪の悪魔 (The Unholy Wife)』 - 1957年：『やくざ特急 (The Long Haul)』 - 1958年：『Tread Softly Stranger』 - 1958年：『売春街襲撃 (Passport to Shame)』 - 1958年：『I Married a Woman』 | - 1960年：『スペインの休日 (Scent of Mystery)』 - 1961年：『ダニー・ケイの替え玉作戦 (On the Double)』 - 1961年：『でっかい札束 (King of the Roaring 20's - The Story of Arnold Rothstein)』 - 1962年：『Mrs. Gibbons' Boys』 - 1963年：『West 11』 - 1963年：『Bikini Baby』 - 1964年：『ロンドン・パリ大脱戦 (Allez France !)』 - 1964年：『The Counterfeit Constable』 - 1966年：『The Sandwich Man』 - 1967年：『姿なき殺人 (Berserk!)』 - 1968年：『水滴（しずく） (Baby Love)』 - 1968年：『謀略ルート (Danger Route)』 - 1968年：『ハマーヘッド (Hammerhead)』 - 1970年：『There's a Girl in My Soup』 - 1971年：『早春 (Deep End)』 - 1971年：『女ガンマン 皆殺しのメロディ (Hannie Caulder)』 - 1972年：『デビル・ナイト (Nothing But the Night)』 - 1972年：『クリスチーナ・リンドバーグ in スウェーデンSEX (Every Afternoon)』 - 1972年：『The Amazing Mr. Blunden』 - 1972年：『ハメルンの笛吹き (The Pied Piper)』 - 1973年：『Steptoe and Son Ride Again』 - 1973年：『呪われた墓 (From Beyond the Grave)』 - 1973年：『狂気のいけにえ (Craze)』 - 1973年：『シェークスピア連続殺人!!血と復讐の舞台 (Theatre of Blood)』 - 1974年：『Three for All』 - 1974年：『The Amorous Milkman』 - 1975年：『Bedtime with Rosie』 - 1975年：『A Man with a Maid』 - 1976年：『Adventures of a Taxi Driver』 - 1976年：『Keep It Up Downstairs』 - 1977年：『Adventures of a Private Eye』 - 1979年：『Confessions from the David Galaxy Affair』 - 1981年：『ジキル博士とハイド氏 (Dr. Jekyll and Mr. Hyde)』(TV) - 1981年：『Timon of Athens』(TV) - 1985年：『スチームバス/女たちの夢 (Steaming)』 |

## テレビ出演
| 年            | タイトル                                                        | 役名              |
| ------------- | --------------------------------------------------------------- | ----------------- |
| 1951年        | 『How Do You View?』                                            | Cuddles           |
| 1954年        | 『Douglas Fairbanks, Jr., Presents』（1エピソード）             | Angie             |
| 1960年        | 『Armchair Theatre』（1エピソード）                             |                   |
| 1961年        | 『The Jack Benny Program』（1エピソード）                       | Lady Milbeck      |
| 1961年        | 『Straightaway』（1エピソード）                                 |                   |
| 1962年        | 『ヒッチコック劇場 (Alfred Hitchcock Presents)』（1エピソード） | Irene             |
| 1963年        | 『ヒッチコック劇場 (Alfred Hitchcock Presents)』（1エピソード） | Nickie            |
| 1963年        | 『バークにまかせろ (Burke's Law)』（1エピソード）               | Maxine Borman     |
| 1964年        | 『The Eleventh Hour』（1エピソード）                            | Carol Devon       |
| 1964年        | 『Gran parada』（1エピソード）                                  |                   |
| 1964年        | 『Armchair Theatre』（1エピソード）                             | Grace Maxwell     |
| 1965年        | 『Aquí el segundo programa』（1エピソード）                     |                   |
| 1966年        | 『The Bruce Forsyth Show』（1エピソード）                       |                   |
| 1968年        | 『Boy Meets Girl』（1エピソード）                               | Megan Norton-Grey |
| 1970年        | 『Barry Humphries' Scandals』（1エピソード）                    |                   |
| 1970年-1972年 | 『Queenie's Castle』（18エピソード）                            | Queenie Shepherd  |
| 1971年        | 『Z-Cars』（2エピソード）                                       | Madge Owen        |
| 1972年        | 『Dixon of Dock Green』（1エピソード）                          | Maisie Dewar      |
| 1973年        | 『All Our Saturdays』（6エピソード）                            | Di Dorkins        |
| 1975年        | 『Thriller』（1エピソード）                                     | Bessy Morne       |
| 1975年        | 『Whodunnit!』（1エピソード）                                   | Panellist         |
| 1977年-1978年 | 『Just William』（3エピソード）                                 | Mrs. Bott         |
| 1978年        | 『ロンドン特捜隊スウィーニー (The Sweeney)』（1エピソード）     | Mrs. Rix          |
| 1980年        | 『Bernie』（1エピソード）                                       |                   |
| 1980年        | 『Hammer House Of Horror』（1エピソード）                       | Mrs Ardoy         |
| 1980年        | 『Shoestring』（1エピソード）                                   | Maggie            |
| 1980年        | 『The Two Ronnies』（1エピソード）                              | Commandant        |
| 1981年        | 『Dick Turpin』（1エピソード）                                  | Mrs. Buskin       |